# Liste der PlayLink-Spiele
Eine Auflistung erhältlicher sowie angekündigter Spiele für das PlayLink-System.

## In Europa veröffentlichte Spiele
| Titel                               | Entwickler         | Herausgeber                    | Genre                   | USK | Veröffentlichung D/A/CH |
| ----------------------------------- | ------------------ | ------------------------------ | ----------------------- | --- | ----------------------- |
| Chimparty                           | NapNok Games       | Sony Interactive Entertainment | Party                   | 0   | 14. Nov. 2018           |
| Wortjäger                           | thumbfood Ltd.     | Sony Interactive Entertainment | Minispielsammlung       | 0   | 14. Nov. 2018           |
| Wissen ist Macht: Dekaden           | Wish Studios       | Sony Interactive Entertainment | Quiz                    | 0   | 14. Nov. 2018           |
| Melbits World                       | Melbot             | Sony Interactive Entertainment | Jump ’n’ Run, Puzzle    | 0   | 14. Nov. 2018           |
| Ticket To Ride                      | Asmodee Digital    | Sony Interactive Entertainment | Computer-Strategiespiel | 0   | 14. Nov. 2018           |
| Just Deal With It!                  | Super Punk Games   | Sony Interactive Entertainment | Kartenspiele            | 6   | 14. Nov. 2018           |
| That’s You!                         | Wish Studios       | Sony Interactive Entertainment | Party                   | 0   | 5. Juli 2017            |
| Hidden Agenda (Computerspiel, 2017) | Supermassive Games | Sony Interactive Entertainment | Action-Adventure        | 16  | 22. Nov. 2017           |
| Wissen ist Macht (Computerspiel)    | Wish Studios       | Sony Interactive Entertainment | Quiz                    | 0   | 22. Nov. 2017           |
| Frantics                            | NapNok Games       | Sony Interactive Entertainment | Minispielsammlung       | 0   | 14. März 2018           |
| SingStar Celebration                | SIE London Studio  | Sony Interactive Entertainment | Musikspiel              | 0   | 22. Nov. 2017           |
| Planet of the Apes: Last Frontier   | Imaginati Studios  | The Imaginarium                | Adventure, Rollenspiel  |     | 21. Nov. 2017           |
| Uno                                 | Ubisoft Chengdu    | Ubisoft                        | Kartenspiel             | 0   | 13. Sep. 2018           |
| Flottenmanöver                      | Ubisoft            | Ubisoft                        | Strategie               | 6   | 12. Aug. 2016           |

## PlayLink-kompatible Spiele
Nachfolgend eine Liste von offiziell für PlayLink angekündigten Videospielen, welche zwar auf der PlayLink-Funktion basieren, jedoch auch mit dem Touchpad des Controllers spielbar sind.
| Titel | Entwickler   | Herausgeber                    | Genre     | Veröffentlichung D/A/CH |
| ----- | ------------ | ------------------------------ | --------- | ----------------------- |
| Erica | Flavourworks | Sony Interactive Entertainment | Adventure | 19. Aug. 2019           |